# Morti il 26 novembre
| Questa pagina contiene informazioni ricavate automaticamente dalle voci biografiche con l'ausilio del template Bio e di un bot. L'aggiornamento è periodico e automatico e ricostruisce completamente la pagina. Se manca una persona in questa lista, sei pregato di non aggiungerla, ma accertati piuttosto che la sua voce biografica contenga il template Bio e che i dati anagrafici siano correttamente compilati. Se il template Bio manca, inseriscilo tu stesso o, in alternativa, metti l'avviso {{tmp\|Bio}} che ne segnala la mancanza. Se i dati riportati sono sbagliati, correggi direttamente la voce biografica; le modifiche saranno visibili in questa lista entro pochi giorni. Per chiarimenti vedi il progetto biografie. La lista contiene solo le 529 persone che sono citate nell'enciclopedia e per le quali è stato implementato correttamente il template Bio. Pagina aggiornata al 1 ago 2025. |

## IV secolo(1)
- 399 - Papa Siricio, papa, vescovo e santo romano

## X secolo(2)
- 975 - Corrado di Costanza, vescovo e santo tedesco
- 998 - Nicone Metanoita, monaco cristiano bizantino

## XI secolo(1)
- 1014 - Swanehilde di Sassonia, nobile tedesca

## XII secolo(2)
- 1126 - Aq Sunqur al-Bursuqi, militare e funzionario turco
- 1178 - Ponzio di Faucigny, religioso francese

## XIII secolo(2)
- 1246 - Gerhard von Malberg, tedesco
- 1267 - Silvestro Guzzolini, abate e santo italiano

## XIV secolo(3)
- 1316 - Robert Wishart, vescovo cattolico scozzese
- 1344 - Mathieu de Trie, militare francese
- 1360 - Delfina di Signe, nobildonna francese

## XV secolo(1)
- 1424 - Danutė di Lituania, principessa lituana

## XVI secolo(9)
- 1503 - Filippo Galli, religioso e poeta italiano
- 1504 - Isabella di Castiglia, regina spagnola (n. 1451)
- 1508 - Ugo Ruggero III di Pallars Sobirà, nobile spagnolo
- 1518 - Vannozza Cattanei, italiana (n. 1442)
- 1529 - Diego López Pacheco y Portocarrero, nobile spagnolo (n. 1456)
- 1549 - Henry Somerset, II conte di Worcester, nobile inglese (n. 1496)
- 1570 - Sakai Masahisa, militare giapponese
- 1571 - Lorenzo Lenzi, vescovo cattolico, diplomatico e letterato italiano (n. 1516)
- 1586 - Francesco Cantucci, vescovo cattolico italiano

## XVII secolo(22)
- 1601 - Benedetto Pallavicino, compositore e organista italiano
- 1621 - Ralph Agas, cartografo e disegnatore inglese (n. 1540)
- 1624 - Benedikt Carpzov il Vecchio, docente e giurista tedesco (n. 1565)
- 1627 - Juan de Mesa, scultore spagnolo (n. 1583)
- 1637 - Eleonora d'Este, nobile italiana (n. 1561)
- 1637 - Umile da Bisignano, religioso italiano (n. 1582)
- 1637 - Andries de Witt, politico olandese (n. 1573)
- 1639 - John Spottiswoode, vescovo anglicano e storico scozzese (n. 1565)
- 1650 - Mōri Hidemoto, militare giapponese (n. 1579)
- 1651 - Henry Ireton, generale inglese (n. 1611)
- 1653 - Pál Pálffy, nobile ungherese (n. 1592)
- 1654 - Giovanni Battista Altieri, cardinale e vescovo cattolico italiano (n. 1589)
- 1658 - Francesco Enrico di Sassonia-Lauenburg, nobile tedesco (n. 1604)
- 1661 - Luis Méndez de Haro y Guzmán, politico spagnolo (n. 1598)
- 1669 - Giovanni Stefano Donghi, cardinale e vescovo cattolico italiano (n. 1608)
- 1670 - Jacob van Loo, pittore olandese (n. 1614)
- 1681 - Jean Garnier, gesuita, filologo e storico francese (n. 1612)
- 1681 - Giovanni Paolo Oliva, gesuita italiano (n. 1600)
- 1685 - Lorenzo Adami, militare italiano (n. 1630)
- 1688 - Philippe Quinault, drammaturgo e librettista francese (n. 1635)
- 1694 - Stechinelli, politico e banchiere italiano (n. 1640)
- 1696 - Gregório de Matos, poeta e avvocato portoghese (n. 1636)

## XVIII secolo(18)
- 1712 - Pier Dandini, pittore italiano (n. 1646)
- 1717 - Daniel Purcell, compositore e organista inglese (n. 1664)
- 1718 - Bernardo Sabadini, compositore e organista italiano
- 1720 - Giovanni Battista Giberti, vescovo cattolico italiano (n. 1632)
- 1727 - Edward Russell, I conte di Orford, ammiraglio britannico (n. 1653)
- 1747 - Francesco Maria II Pico della Mirandola, nobile italiano (n. 1688)
- 1751 - Leonardo da Porto Maurizio, presbitero, religioso e santo italiano (n. 1676)
- 1756 - Louis-François Delisle de La Drevetière, drammaturgo francese (n. 1682)
- 1762 - Jacques-Christophe Naudot, flautista e compositore francese
- 1770 - Johann Jacob Brucker, religioso, storico e filosofo tedesco (n. 1696)
- 1770 - Gerlach Adolph von Münchhausen, politico tedesco (n. 1688)
- 1771 - William Mosman, pittore scozzese
- 1774 - Francesco Maria Galli da Bibbiena, medico e anatomista italiano (n. 1720)
- 1774 - Gabrio Serbelloni, III duca di San Gabrio, militare, politico e nobile italiano (n. 1693)
- 1780 - James Steuart, economista britannico (n. 1713)
- 1794 - Carlo Giuseppe Vespasiano Berio, presbitero e abate italiano (n. 1713)
- 1795 - Nicola Spedalieri, filosofo e presbitero italiano (n. 1740)
- 1797 - Andrew Adams, politico e avvocato statunitense (n. 1736)

## XIX secolo(79)
- 1806 - Élie Lacoste, politico francese (n. 1745)
- 1807 - Oliver Ellsworth, politico e avvocato statunitense (n. 1745)
- 1811 - Caroline Russell, nobildonna inglese (n. 1743)
- 1812 - Dominik Andreas von Kaunitz-Rietberg-Questenberg, diplomatico e politico austriaco (n. 1739)
- 1812 - Eleonora di Öttingen-Spielberg, nobildonna tedesca (n. 1745)
- 1815 - Jean-Joseph Gauthier, militare francese (n. 1765)
- 1816 - Dmitrij Sergeevič Dochturov, generale russo (n. 1759)
- 1817 - Pierre-Antoine Antonelle, politico francese (n. 1747)
- 1818 - Joseph Maria von Colloredo, generale austriaco (n. 1735)
- 1819 - António Leal Moreira, compositore portoghese (n. 1758)
- 1822 - Karl August von Hardenberg, nobile e politico prussiano (n. 1750)
- 1827 - José Álvarez Cubero, scultore spagnolo (n. 1768)
- 1829 - Bushrod Washington, giurista statunitense (n. 1762)
- 1830 - Cesare Taparelli d'Azeglio, nobile italiano (n. 1763)
- 1834 - Florencio del Castillo, presbitero e politico costaricano (n. 1778)
- 1836 - John Loudon McAdam, ingegnere scozzese (n. 1756)
- 1838 - Antonio Morrocchesi, attore teatrale italiano (n. 1768)
- 1841 - Louisa Elizabeth Grey, nobildonna inglese (n. 1797)
- 1841 - Luigi Zuppani, vescovo cattolico italiano (n. 1750)
- 1842 - Robert Smith, politico statunitense (n. 1757)
- 1844 - Gustaf Johan Billberg, botanico, zoologo e anatomista svedese (n. 1772)
- 1845 - Giuseppe Antonio Zacchia Rondinini, cardinale italiano (n. 1787)
- 1846 - Giacomo Tommasini, medico, patologo e fisiologo italiano (n. 1768)
- 1847 - Harvey Lonsdale Elmes, architetto britannico (n. 1813)
- 1849 - Julius Eduard Hitzig, scrittore tedesco (n. 1780)
- 1849 - Louis Milon, ballerino e coreografo francese (n. 1766)
- 1851 - Louis-Philippe Crépin, pittore francese (n. 1772)
- 1851 - Nicolas Jean-de-Dieu Soult, generale francese (n. 1769)
- 1852 - John Josiah Guest, ingegnere e imprenditore gallese (n. 1785)
- 1852 - Charles de Haldat du Lys, fisico francese (n. 1769)
- 1854 - Dionigi Andrea Pasio, vescovo cattolico italiano (n. 1781)
- 1855 - Adam Mickiewicz, poeta e scrittore polacco (n. 1798)
- 1857 - Joseph von Eichendorff, poeta, scrittore e drammaturgo tedesco (n. 1788)
- 1858 - Friedrich Fueter, politico svizzero (n. 1802)
- 1859 - Saverio Marchese, pittore italiano (n. 1806)
- 1861 - Wilhelm Hensel, pittore tedesco (n. 1794)
- 1862 - Julia Pardoe, poetessa, scrittrice e storica inglese (n. 1804)
- 1863 - Natal'ja Nikolaevna Gončarova, russa (n. 1812)
- 1865 - Celestino Cavedoni, archeologo e numismatico italiano (n. 1795)
- 1866 - Carlo Michelagnoli, religioso e dirigente pubblico italiano (n. 1795)
- 1866 - Adrien-François Servais, violoncellista belga (n. 1807)
- 1867 - Gaetano Arcieri, scrittore e poeta italiano (n. 1794)
- 1869 - Alberto di Schwarzburg-Rudolstadt, principe tedesco (n. 1798)
- 1870 - Franz von Wimpffen, generale e ammiraglio austriaco (n. 1797)
- 1871 - Gaetano di Borbone-Due Sicilie, principe (n. 1846)
- 1871 - Alexander Funk, politico, avvocato e magistrato svizzero (n. 1806)
- 1872 - Pavel Dmitrievič Kiselëv, generale russo (n. 1788)
- 1872 - Nicola Valzani, presbitero italiano (n. 1806)
- 1873 - Georg Amadeus Carl Friedrich Naumann, geologo e mineralogista tedesco (n. 1797)
- 1875 - Matteo Raeli, patriota, giurista e politico italiano (n. 1812)
- 1877 - Stefano Agostini, biblista e patriota italiano (n. 1797)
- 1879 - Charles Spackman Barker, organaro e inventore britannico (n. 1804)
- 1880 - Salvatore Marchese, economista, giurista e politico italiano (n. 1811)
- 1881 - Johann Ludwig Krapf, missionario tedesco (n. 1810)
- 1882 - Ernesto Hilcken Ferragni, avvocato e patriota italiano (n. 1827)
- 1883 - Sojourner Truth, attivista statunitense
- 1885 - Francisco Serrano, militare e politico spagnolo (n. 1810)
- 1885 - Giovanni Verità, presbitero italiano (n. 1807)
- 1886 - Giuseppe Guerzoni, patriota, politico e storico italiano (n. 1835)
- 1886 - Vito Positano, diplomatico italiano (n. 1833)
- 1889 - Giuseppe Pietrocola, anatomista, chirurgo e politico italiano (n. 1805)
- 1889 - Gaetana Sterni, religiosa italiana (n. 1827)
- 1892 - Tommaso Celesia di Vegliasco, politico italiano (n. 1820)
- 1892 - Charles-Martial-Allemand Lavigerie, cardinale, arcivescovo cattolico e missionario francese (n. 1825)
- 1892 - Simone Pacoret de Saint-Bon, ammiraglio e politico italiano (n. 1828)
- 1894 - Joaquín García Icazbalceta, filologo e storico messicano (n. 1824)
- 1895 - Arthur Arnould, giornalista e scrittore francese (n. 1833)
- 1895 - George Edward Dobson, zoologo irlandese (n. 1848)
- 1895 - Hayranidil Kadin, ottomana (n. 1846)
- 1895 - Henry Seebohm, ornitologo britannico (n. 1832)
- 1896 - Emmanuel Arago, politico francese (n. 1812)
- 1896 - Mathilde Blind, poetessa, biografa e saggista tedesca (n. 1841)
- 1896 - Antonio Cecchi, esploratore italiano (n. 1849)
- 1896 - Benjamin Apthorp Gould, astronomo statunitense (n. 1824)
- 1896 - Tito Orsini, politico e avvocato italiano (n. 1815)
- 1896 - Coventry Patmore, poeta inglese (n. 1823)
- 1897 - Giacomo Sangalli, medico e politico italiano (n. 1821)
- 1898 - Marguerite Macé-Montrouge, mezzosoprano francese (n. 1836)
- 1899 - Szymon Marcin Kozłowski, arcivescovo cattolico polacco (n. 1819)

## XX secolo(250)
- 1901 - Frederick Whymper, artista e esploratore inglese (n. 1838)
- 1902 - Antonio Gisbert, pittore spagnolo (n. 1835)
- 1904 - Augusto Rotoli, compositore italiano (n. 1847)
- 1904 - Henry F. Teschemacher, politico e artista statunitense (n. 1823)
- 1906 - Vincenzo Lombardi, patriota italiano (n. 1820)
- 1906 - Marija L'vovna Tolstaja, russa (n. 1871)
- 1908 - Jaromir Czernin von und zu Chudenitz, nobile e politico boemo (n. 1818)
- 1910 - Richard Thornton Wilson, banchiere statunitense (n. 1829)
- 1911 - Nikola Hristić, politico serbo (n. 1818)
- 1912 - Gioacchino III di Costantinopoli, arcivescovo ortodosso ottomano (n. 1834)
- 1912 - Maria di Hohenzollern-Sigmaringen, principessa (n. 1845)
- 1914 - Émile Ouzou, ciclista su strada francese (n. 1870)
- 1917 - Odoardo Bacchelli, militare italiano (n. 1896)
- 1917 - Elsie Inglis, medico, chirurgo e docente scozzese (n. 1864)
- 1917 - Leander Starr Jameson, politico britannico (n. 1853)
- 1918 - Andrée e Suzanne Lumière, attrice francese (n. 1894)
- 1918 - 'Anaseini Takipō, regina tongana (n. 1893)
- 1918 - Zainal Abidin III di Terengganu, sovrano malese (n. 1866)
- 1919 - Sveinung Aanonsen, pittore e scultore norvegese (n. 1854)
- 1919 - Felipe Ángeles, generale e rivoluzionario messicano (n. 1868)
- 1919 - Octave Maus, avvocato, scrittore e critico d'arte belga (n. 1856)
- 1922 - Henry John Elwes, botanico, naturalista e entomologo inglese (n. 1846)
- 1923 - Stanislao Giacomantonio, compositore italiano (n. 1879)
- 1925 - Disma Marchese, vescovo cattolico italiano (n. 1844)
- 1926 - John Browning, progettista statunitense (n. 1855)
- 1926 - Eliška Krásnohorská, scrittrice, traduttrice e librettista ceca (n. 1847)
- 1926 - Giovanni Montauti, politico italiano (n. 1852)
- 1927 - Giovanni Vincenzo Bonzano, cardinale italiano (n. 1867)
- 1927 - Jean-Louis Pisuisse, cabarettista, cantautore e giornalista olandese (n. 1880)
- 1928 - Héctor Raphaël Quilliet, arcivescovo cattolico francese (n. 1859)
- 1928 - Reinhard Scheer, ammiraglio tedesco (n. 1863)
- 1929 - George-Daniel de Monfreid, pittore francese (n. 1856)
- 1929 - Chandra Shamsher Jang Bahadur Rana, politico nepalese (n. 1863)
- 1929 - Luciano Zuccoli, scrittore, giornalista e romanziere svizzero (n. 1868)
- 1930 - Otto Sverdrup, esploratore norvegese (n. 1854)
- 1930 - Horace Vinton, sceneggiatore, regista e attore statunitense (n. 1854)
- 1931 - Georg Wilhelm Degode, pittore e fotografo tedesco (n. 1862)
- 1932 - Willy Schütz, calciatore lussemburghese (n. 1903)
- 1933 - Émile Châtelain, latinista e paleografo francese (n. 1851)
- 1933 - Francesco Koristka, ottico e imprenditore boemo (n. 1851)
- 1933 - Karl Kurz, allenatore di calcio e calciatore austriaco (n. 1898)
- 1933 - August Eduard Martin, ginecologo tedesco (n. 1847)
- 1934 - Luigi Cesare Bollea, storico italiano (n. 1877)
- 1934 - Mychajlo Serhijovyč Hruševs'kyj, politico, storico e rivoluzionario ucraino (n. 1866)
- 1934 - Sof'ja Nikolaevna Smidovič, rivoluzionaria e politica russa (n. 1872)
- 1936 - Leopoldo Fregoli, trasformista, attore e regista italiano (n. 1867)
- 1936 - Billy Papke, pugile statunitense (n. 1886)
- 1936 - Blanche Whiffen, attrice teatrale inglese (n. 1845)
- 1937 - Ėmmanuil Ionovič Kviring, politico sovietico (n. 1888)
- 1937 - Heinz Neumann, politico e giornalista tedesco (n. 1902)
- 1937 - Peljidiin Genden, politico mongolo (n. 1895)
- 1937 - Ottilie Roederstein, pittrice svizzera (n. 1859)
- 1937 - Silvestras Žukauskas, generale lituano (n. 1860)
- 1938 - Genesio Amadori, circense italiano (n. 1914)
- 1938 - Pietro Chimienti, politico italiano (n. 1864)
- 1938 - Orneore Metelli, pittore italiano (n. 1872)
- 1938 - Enrico Rosa, gesuita, scrittore e giornalista italiano (n. 1870)
- 1938 - Henri Villain, pittore e disegnatore francese (n. 1878)
- 1939 - Livio Borghese, nobile e diplomatico italiano (n. 1874)
- 1939 - Amedeo Guillet, militare e politico italiano (n. 1874)
- 1939 - Hermann Julius Kolbe, entomologo tedesco (n. 1855)
- 1940 - Gheorghe Argeșanu, politico e generale rumeno (n. 1883)
- 1940 - Harold Harmsworth, editore, giornalista e nobile britannico (n. 1868)
- 1940 - Mario Musco, militare italiano (n. 1912)
- 1941 - Leo Gestel, pittore olandese (n. 1881)
- 1941 - Daniil Nikolaevič Kaškarov, zoologo e ecologo russo (n. 1878)
- 1941 - Giuseppe Pasquali, militare italiano (n. 1898)
- 1941 - Enrico Tirabassi, calciatore e allenatore di calcio italiano (n. 1896)
- 1942 - Francesco Agello, militare e aviatore italiano (n. 1902)
- 1942 - Sergio Guidorzi, aviatore italiano (n. 1912)
- 1942 - Guido Masiero, ufficiale e aviatore italiano (n. 1895)
- 1943 - Georges de Feure, pittore e designer francese (n. 1868)
- 1943 - Winnaretta Singer, mecenate statunitense (n. 1865)
- 1944 - Ruy Blas Biagi, militare italiano (n. 1923)
- 1944 - Florence Foster Jenkins, cantante statunitense (n. 1868)
- 1944 - Louis Christian Hess, pittore e scultore austriaco (n. 1895)
- 1944 - Irma Marchiani, partigiana italiana (n. 1911)
- 1945 - Eric Thornton, calciatore inglese (n. 1882)
- 1946 - Matej Metod Bella, pastore protestante, politico e avvocato slovacco (n. 1869)
- 1946 - Charles Bowers, fumettista e attore statunitense (n. 1889)
- 1946 - Albert George Schmedeman, politico e diplomatico statunitense (n. 1864)
- 1947 - Ernie Adams, attore statunitense (n. 1885)
- 1947 - Marguerite Carré, soprano francese (n. 1880)
- 1947 - Gusztáv Jány, generale ungherese (n. 1883)
- 1948 - Paul Hildebrandt, docente, filologo classico e politico tedesco (n. 1870)
- 1948 - Hans Möser, militare tedesco (n. 1906)
- 1949 - Enrico Brusoni, ciclista su strada e pistard italiano (n. 1878)
- 1950 - Edward Cavendish, X duca di Devonshire, nobile britannico (n. 1895)
- 1951 - Germano Pellizzari, militare italiano (n. 1900)
- 1952 - Sven Hedin, esploratore e geografo svedese (n. 1865)
- 1953 - Ivor Atkins, organista e direttore di coro inglese (n. 1869)
- 1953 - Bertil Carlsson, saltatore con gli sci svedese (n. 1903)
- 1953 - Étienne-Auguste Krier, pittore francese (n. 1875)
- 1954 - Robert Edmond Jones, costumista, scenografo e regista teatrale statunitense (n. 1887)
- 1955 - Vera Buchanan, politica statunitense (n. 1902)
- 1955 - František Peyr, calciatore cecoslovacco (n. 1896)
- 1955 - Luigi Storero, ciclista su strada, pilota automobilistico e imprenditore italiano (n. 1868)
- 1955 - Fausto Torrefranca, musicologo italiano (n. 1883)
- 1955 - Caryl ap Rhys Pryce, militare e rivoluzionario gallese (n. 1876)
- 1956 - Tommy Dorsey, trombonista e direttore d'orchestra statunitense (n. 1905)
- 1956 - Paul Gleeson, tennista statunitense (n. 1880)
- 1956 - Adolf Küry, vescovo vetero-cattolico svizzero (n. 1870)
- 1956 - Sofija Karlovna Buxhowden, nobildonna russa (n. 1883)
- 1957 - Aleksej Michajlovič Remizov, scrittore russo (n. 1877)
- 1957 - Petros Voulgaris, ammiraglio e politico greco (n. 1884)
- 1958 - Tiny Bradshaw, direttore d'orchestra statunitense (n. 1905)
- 1958 - Pat Harmon, attore statunitense (n. 1886)
- 1958 - Harry Harris, pugile statunitense (n. 1880)
- 1958 - Ferruccio Lantini, politico italiano (n. 1886)
- 1959 - Albert Ketèlbey, compositore e pianista inglese (n. 1875)
- 1960 - Alfred Dambach, calciatore francese (n. 1918)
- 1960 - Fiqri Dine, militare albanese (n. 1897)
- 1960 - Helen Hellwig, tennista statunitense (n. 1874)
- 1960 - Antonio Roi, nobile e mecenate italiano (n. 1906)
- 1961 - Aleksandr Borisovič Gol'denvejzer, compositore e pianista russo (n. 1875)
- 1961 - Willy Goldberger, direttore della fotografia tedesco (n. 1898)
- 1961 - Riccardo Pinazzi, trombettista, compositore e direttore di banda italiano (n. 1890)
- 1961 - Eugène Prévost, ciclista su strada francese (n. 1863)
- 1962 - Aleksandr Antonov, attore sovietico (n. 1898)
- 1962 - Giovanni Lorenzi, architetto e ingegnere italiano (n. 1901)
- 1962 - Francesco Maruca, politico e antifascista italiano (n. 1898)
- 1962 - Albert Sarraut, politico francese (n. 1872)
- 1963 - Amelita Galli-Curci, soprano italiano (n. 1889)
- 1963 - Edwin B. Willis, scenografo statunitense (n. 1893)
- 1964 - Joe Forshaw, maratoneta statunitense (n. 1881)
- 1964 - Bodil Ipsen, attrice e regista danese (n. 1889)
- 1964 - Hedwig Kohn, fisica tedesca (n. 1887)
- 1964 - Louis Prével, canottiere francese (n. 1879)
- 1965 - Mario Begni, calciatore italiano (n. 1924)
- 1965 - Wild Bill Elliott, attore statunitense (n. 1904)
- 1965 - Glauco Natoli, critico letterario e poeta italiano (n. 1908)
- 1966 - Siegfried Kracauer, saggista e filosofo tedesco (n. 1889)
- 1966 - Venino Naldi, pittore, scultore e ceramista italiano (n. 1928)
- 1966 - Albrecht Schubert, generale tedesco (n. 1886)
- 1966 - Gallus Steiger, missionario e vescovo cattolico svizzero (n. 1879)
- 1967 - Leonid Michajlovič Lavrovskij, coreografo, ballerino e direttore artistico russo (n. 1905)
- 1967 - Albert Warner, produttore cinematografico statunitense (n. 1884)
- 1968 - Ercole Durini di Monza, nobile, diplomatico e politico italiano (n. 1876)
- 1968 - Natalie Moszkowska, economista e politica polacca (n. 1886)
- 1968 - Eugenio Ferdinando Palmieri, giornalista, poeta e drammaturgo italiano (n. 1903)
- 1968 - Guglielmo Reggiani, allenatore di calcio e dirigente sportivo italiano (n. 1881)
- 1968 - Arnold Zweig, scrittore tedesco orientale (n. 1887)
- 1969 - Giorgio Bellani, giornalista e telecronista sportivo italiano (n. 1923)
- 1969 - William Keble Martin, presbitero, botanico e illustratore britannico (n. 1877)
- 1969 - Sof'ja Vasil'evna Vorošilova-Romanskaja, astronoma sovietica (n. 1886)
- 1970 - Abraham Kupchik, scacchista statunitense (n. 1892)
- 1970 - Carl Riegel, calciatore tedesco (n. 1897)
- 1970 - Sigfrid Siwertz, scrittore svedese (n. 1882)
- 1971 - Joe Adonis, mafioso italiano (n. 1902)
- 1971 - Giacomo Alberione, presbitero e editore italiano (n. 1884)
- 1971 - Bengt Ekerot, attore e regista svedese (n. 1920)
- 1973 - Concetto Lo Presti, politico e antifascista italiano (n. 1903)
- 1973 - Edith Mason, soprano statunitense (n. 1892)
- 1973 - Vittorio Varale, giornalista e scrittore italiano (n. 1891)
- 1974 - Cyril Connolly, critico letterario e scrittore britannico (n. 1903)
- 1974 - John Layard, antropologo e psicologo britannico (n. 1891)
- 1974 - Sven Malm, velocista svedese (n. 1894)
- 1974 - Hubert Stevens, bobbista statunitense (n. 1890)
- 1975 - Giuseppe Della Valle, calciatore italiano (n. 1899)
- 1975 - Vittoria Mongardi, cantante e attrice italiana (n. 1926)
- 1976 - Antonio Follese, politico italiano (n. 1907)
- 1977 - Aleksej Gribov, attore sovietico (n. 1902)
- 1977 - Ruth Moufang, matematica tedesca (n. 1905)
- 1978 - Ford Beebe, sceneggiatore, regista e produttore cinematografico statunitense (n. 1888)
- 1978 - Mimo Billi, attore italiano (n. 1915)
- 1978 - Frank Rosolino, trombonista statunitense (n. 1926)
- 1979 - Marcel L'Herbier, regista, poeta e musicista francese (n. 1888)
- 1980 - Giovanni Greppi, calciatore italiano (n. 1910)
- 1980 - Giuseppe Lobianco, calciatore italiano (n. 1900)
- 1980 - Ezio Lucarelli, carabiniere italiano (n. 1945)
- 1980 - Conrad A. Nervig, montatore statunitense (n. 1889)
- 1980 - Rachel Roberts, attrice britannica (n. 1927)
- 1980 - Giuseppe Soravia, bobbista italiano (n. 1948)
- 1980 - Konrad Wachsmann, architetto tedesco (n. 1901)
- 1981 - José Luis Benlliure López de Arana, architetto, scultore e pittore spagnolo (n. 1898)
- 1981 - Doris Freedman, attivista e critica d'arte statunitense (n. 1928)
- 1981 - Max Euwe, scacchista e matematico olandese (n. 1901)
- 1981 - Pierre Pibarot, calciatore e allenatore di calcio francese (n. 1916)
- 1981 - Ernesto Prinoth, pilota automobilistico italiano (n. 1923)
- 1981 - Regino Sáinz de la Maza, chitarrista spagnolo (n. 1896)
- 1981 - Francesco de Martini, generale italiano (n. 1903)
- 1982 - Robert Coote, attore britannico (n. 1909)
- 1982 - Willy Schärer, mezzofondista svizzero (n. 1903)
- 1982 - Dan Tobin, attore statunitense (n. 1910)
- 1983 - Cy Weidenborner, hockeista su ghiaccio statunitense (n. 1895)
- 1984 - Fernando Corena, basso svizzero (n. 1916)
- 1984 - Bernard Lonergan, presbitero e teologo canadese (n. 1904)
- 1984 - Tōgo Murano, architetto giapponese (n. 1891)
- 1985 - Frank Beaty, cestista statunitense (n. 1919)
- 1985 - Sergej Apollinarievič Gerasimov, attore e regista sovietico (n. 1906)
- 1985 - Bill Jackson, cestista irlandese (n. 1918)
- 1985 - Francesco Parrino, politico italiano (n. 1931)
- 1985 - Vivien Thomas, medico statunitense (n. 1910)
- 1986 - Betico Croes, attivista e politico olandese (n. 1938)
- 1986 - Ingeborg Drewitz, scrittrice tedesca (n. 1923)
- 1986 - Nagayasu Honda, calciatore giapponese (n. 1906)
- 1986 - Kaku Takagawa, goista giapponese (n. 1915)
- 1987 - Joy Paul Guilford, psicologo statunitense (n. 1897)
- 1987 - Duncan Sandys, politico britannico (n. 1908)
- 1988 - Albert Barthélémy, ciclista su strada francese (n. 1906)
- 1988 - Michele Leone, wrestler italiano (n. 1909)
- 1988 - Peder Rasch, canoista danese (n. 1934)
- 1989 - Ahmed Abdallah, politico comoriano (n. 1919)
- 1989 - Carlo Alberto Sacchi, ingegnere italiano (n. 1937)
- 1990 - Feng Youlan, filosofo e storico cinese (n. 1895)
- 1990 - Samuel Noah Kramer, storico statunitense (n. 1897)
- 1990 - Jacques Wild, calciatore francese (n. 1905)
- 1990 - Ludwig von Moos, politico svizzero (n. 1910)
- 1991 - Dehl Berti, attore statunitense (n. 1921)
- 1991 - François Billetdoux, drammaturgo francese (n. 1927)
- 1991 - Enzo Cerusico, attore e cantante italiano (n. 1937)
- 1991 - Ignazio Drago, scrittore italiano (n. 1902)
- 1991 - Edward H. Heinemann, ingegnere statunitense (n. 1908)
- 1991 - Gertrud Pålson-Wettergren, mezzosoprano svedese (n. 1897)
- 1991 - Alberto Gaudêncio Ramos, arcivescovo cattolico brasiliano (n. 1915)
- 1992 - Ciccio Barbi, attore italiano (n. 1920)
- 1992 - Adrienne Dore, attrice statunitense (n. 1907)
- 1992 - Mauro Dutto, politico e giornalista italiano (n. 1941)
- 1992 - James Forrest, calciatore scozzese (n. 1927)
- 1992 - Leopol'd Mitrofanov, compositore di scacchi russo (n. 1932)
- 1992 - Kathleen Russell, nuotatrice sudafricana (n. 1912)
- 1992 - John Sharp, attore britannico (n. 1920)
- 1993 - Cesare Blondet, calciatore italiano (n. 1910)
- 1993 - Erwin Gillmeister, velocista tedesco (n. 1907)
- 1993 - Grande Otelo, attore e cantante brasiliano (n. 1915)
- 1993 - Dirk Albert Hooijer, naturalista olandese (n. 1919)
- 1993 - Saly Ruth Ramler, matematica statunitense (n. 1894)
- 1994 - Numa Andoire, calciatore e allenatore di calcio francese (n. 1908)
- 1994 - David Bache, designer inglese (n. 1925)
- 1994 - Giorgio Cavallo, umorista italiano (n. 1927)
- 1994 - Arturo Rivera Damas, arcivescovo cattolico salvadoregno (n. 1923)
- 1994 - Joey Stefano, attore pornografico statunitense (n. 1968)
- 1994 - Omer Vanaudenhove, politico e imprenditore belga (n. 1913)
- 1995 - Roberto Bachi, statistico italiano (n. 1909)
- 1995 - Frank Cole, cestista britannico (n. 1912)
- 1995 - Toshia Mori, attrice giapponese (n. 1912)
- 1995 - Bengt Palmquist, velista svedese (n. 1923)
- 1996 - Auretta Gay, attrice italiana (n. 1947)
- 1996 - Guido Gratton, calciatore e allenatore di calcio italiano (n. 1932)
- 1996 - Philippe Hirschhorn, violinista e docente sovietico (n. 1946)
- 1996 - Paul Rand, designer statunitense (n. 1914)
- 1998 - Gerald Battrick, tennista britannico (n. 1947)
- 1998 - Ed Smith, cestista statunitense (n. 1929)
- 1998 - Felix Zwolanowski, calciatore tedesco (n. 1912)
- 1999 - George Libman Engel, psichiatra statunitense (n. 1913)
- 1999 - Paul Kozlicek, calciatore austriaco (n. 1937)
- 1999 - Ashley Montagu, antropologo e saggista inglese (n. 1905)
- 2000 - Piet Biesiadecki, bobbista statunitense (n. 1920)
- 2000 - Carlo Simi, architetto, scenografo e costumista italiano (n. 1924)
- 2000 - Sebastiano Timpanaro, filologo classico, saggista e critico letterario italiano (n. 1923)

## XXI secolo(138)
- 2001 - Mathias Clemens, ciclista su strada, ciclocrossista e pistard lussemburghese (n. 1915)
- 2001 - Lajos Kada, arcivescovo cattolico ungherese (n. 1924)
- 2001 - Nils-Aslak Valkeapää, musicista, poeta e scrittore finlandese (n. 1943)
- 2002 - Fernanda Gattinoni, stilista e imprenditrice italiana (n. 1906)
- 2002 - Darno Maffini, artigiano italiano (n. 1908)
- 2002 - Franco Meloni, politico italiano (n. 1941)
- 2002 - Polo Montañez, cantante cubano (n. 1955)
- 2002 - Miomir Petrović, calciatore jugoslavo (n. 1922)
- 2003 - Andrea Bonomi, calciatore italiano (n. 1923)
- 2003 - Sadegh Khalkhali, religioso e politico iraniano (n. 1926)
- 2003 - Soulja Slim, rapper e cantautore statunitense (n. 1977)
- 2003 - Giovanni Vaccari, politico e insegnante italiano (n. 1911)
- 2003 - Stefan Wul, scrittore di fantascienza francese (n. 1922)
- 2004 - Arduino Agnelli, politico italiano (n. 1932)
- 2004 - Lorraine Dodd, atleta paralimpica, nuotatrice e tennistavolista australiana (n. 1944)
- 2004 - Hans Schaffner, politico svizzero (n. 1908)
- 2004 - Raffaele Spongano, filologo, metricista e storico della letteratura italiano (n. 1904)
- 2004 - Philippe de Broca, regista e sceneggiatore francese (n. 1933)
- 2005 - Takanori Arisawa, compositore e arrangiatore giapponese (n. 1951)
- 2005 - Stan e Jan Berenstain, scrittore e illustratore statunitense (n. 1923)
- 2005 - Quirino Borin, politico italiano (n. 1914)
- 2005 - Mark Craney, batterista statunitense (n. 1952)
- 2005 - Bruno Hasbrouck Zimm, chimico statunitense (n. 1920)
- 2005 - Luigi Pierri, politico italiano (n. 1940)
- 2005 - Karl Wolf, calciatore tedesco orientale (n. 1924)
- 2006 - Dave Cockrum, fumettista statunitense (n. 1943)
- 2006 - Aldo De Vidal, pittore italiano (n. 1912)
- 2006 - Isaac Gálvez, ciclista su strada e pistard spagnolo (n. 1975)
- 2006 - Giorgio Panto, imprenditore e politico italiano (n. 1941)
- 2006 - Gisèle Préville, modella e attrice francese (n. 1918)
- 2006 - Javier de la Torre, allenatore di calcio e calciatore messicano (n. 1923)
- 2007 - Manuel Badenes, calciatore spagnolo (n. 1928)
- 2007 - Herb McKenley, velocista giamaicano (n. 1922)
- 2007 - Nicola Raponi, storico italiano (n. 1931)
- 2007 - Carlo Russo, politico italiano (n. 1920)
- 2008 - Emmanuel Koum, calciatore camerunese (n. 1947)
- 2008 - Franco Nobili, manager e imprenditore italiano (n. 1925)
- 2008 - Edna Parker, supercentenaria statunitense (n. 1893)
- 2008 - Graham Sykes, nuotatore britannico (n. 1936)
- 2009 - Ecaterina Iencic-Stahl, schermitrice rumena (n. 1946)
- 2009 - Nikola Kovačev, calciatore bulgaro (n. 1934)
- 2009 - Lis Løwert, attrice danese (n. 1919)
- 2009 - Marcello Neri, allenatore di calcio e calciatore italiano (n. 1938)
- 2009 - Antonio Pezzella, politico italiano (n. 1948)
- 2009 - Viktor Zaslavskij, storico canadese (n. 1937)
- 2010 - Raffaele Gadaleta, politico e operaio italiano (n. 1922)
- 2010 - Carlo Novelli, pittore e scultore italiano (n. 1939)
- 2011 - Carlo Buongiorno, ingegnere italiano (n. 1930)
- 2011 - Keef Hartley, batterista britannico (n. 1944)
- 2011 - Iván Menczel, calciatore ungherese (n. 1941)
- 2011 - Furio Monicelli, scrittore italiano (n. 1924)
- 2011 - Chukwuemeka Odumegwu Ojukwu, generale e politico nigeriano (n. 1933)
- 2011 - Dante Piani, calciatore italiano (n. 1921)
- 2011 - Vladimiro Tomasi, pittore italiano (n. 1931)
- 2012 - Mario Bettoli, politico e partigiano italiano (n. 1925)
- 2012 - Joseph Murray, chirurgo statunitense (n. 1919)
- 2012 - Martin Richards, produttore cinematografico statunitense (n. 1932)
- 2012 - Buddy Roberts, wrestler statunitense (n. 1947)
- 2012 - Riccardo Taliano, pittore e gallerista italiano (n. 1929)
- 2013 - René Bouloc, attore francese (n. 1944)
- 2013 - Marcello Gatti, direttore della fotografia italiano (n. 1924)
- 2013 - Jane Kean, attrice, cantante e doppiatrice statunitense (n. 1923)
- 2013 - Saul Leiter, fotografo e pittore statunitense (n. 1923)
- 2013 - Tony Musante, attore statunitense (n. 1936)
- 2013 - Cayetano Ré, allenatore di calcio e calciatore paraguaiano (n. 1938)
- 2013 - Raimondo Ricci, avvocato, politico e partigiano italiano (n. 1921)
- 2013 - William Stevenson, scrittore e giornalista canadese (n. 1924)
- 2013 - Mimmo Surace, cantante e compositore italiano (n. 1925)
- 2014 - Don Dee, cestista statunitense (n. 1943)
- 2014 - Sabah, cantante e attrice libanese (n. 1927)
- 2014 - Emanuele Giudice, politico, scrittore e poeta italiano (n. 1932)
- 2014 - Marvin Leonard Goldberger, fisico statunitense (n. 1922)
- 2014 - János Konrád, pallanuotista ungherese (n. 1941)
- 2014 - Carolina Lama, violista italiana (n. 1922)
- 2014 - Sergio Maccagnan, direttore di coro italiano (n. 1938)
- 2015 - Amir Aczel, matematico e divulgatore scientifico israeliano (n. 1950)
- 2015 - Francesco Carnelutti, attore e doppiatore italiano (n. 1936)
- 2015 - Jytte Hansen, nuotatrice danese (n. 1932)
- 2015 - Guy Lewis, allenatore di pallacanestro statunitense (n. 1922)
- 2015 - Bill Stauffer, cestista statunitense (n. 1930)
- 2016 - Ida Blom, storica norvegese (n. 1931)
- 2016 - Alv Gjestvang, pattinatore di velocità su ghiaccio norvegese (n. 1937)
- 2016 - Peter Hans Kolvenbach, gesuita olandese (n. 1928)
- 2016 - David Provan, allenatore di calcio e calciatore scozzese (n. 1941)
- 2016 - Fritz Weaver, attore statunitense (n. 1926)
- 2017 - Eriase Belardi Merlo, politica italiana (n. 1934)
- 2017 - Armando Hart, politico e rivoluzionario cubano (n. 1930)
- 2017 - Alessandro Leogrande, scrittore e giornalista italiano (n. 1977)
- 2018 - Flaminio Benetti, politico italiano (n. 1941)
- 2018 - Bernardo Bertolucci, regista, sceneggiatore e produttore cinematografico italiano (n. 1941)
- 2018 - Umberto Borsò, tenore italiano (n. 1923)
- 2018 - Samuel Hadida, produttore cinematografico marocchino (n. 1953)
- 2018 - Johnny Hart, dirigente sportivo, allenatore di calcio e calciatore inglese (n. 1928)
- 2018 - Stephen Hillenburg, disegnatore e biologo statunitense (n. 1961)
- 2018 - Tomás Maldonado, artista, designer e filosofo argentino (n. 1922)
- 2019 - Henny Ardesch, calciatore olandese (n. 1943)
- 2019 - Ken Kavanagh, pilota motociclistico australiano (n. 1923)
- 2019 - Jakob Kuhn, allenatore di calcio e calciatore svizzero (n. 1943)
- 2019 - Juan Lombardo, ammiraglio argentino (n. 1927)
- 2019 - Gary Rhodes, cuoco e personaggio televisivo britannico (n. 1960)
- 2019 - Giancarlo Vitolo, arbitro di pallacanestro italiano (n. 1939)
- 2020 - Fritz Cejka, calciatore austriaco (n. 1928)
- 2020 - Cecilia Fusco, soprano italiano (n. 1933)
- 2020 - Dimităr Largov, calciatore bulgaro (n. 1936)
- 2020 - Alfonso Milián Sorribas, vescovo cattolico spagnolo (n. 1939)
- 2020 - Maria Antonia Modolo, medico e politica italiana (n. 1929)
- 2020 - Tevita Momoedonu, politico e diplomatico figiano (n. 1946)
- 2020 - Daria Nicolodi, attrice e sceneggiatrice italiana (n. 1950)
- 2020 - Leonid Sergeevič Popov, regista sovietico (n. 1938)
- 2020 - Celestino Vercelli, ciclista su strada e dirigente sportivo italiano (n. 1946)
- 2020 - Sadiq al-Mahdi, politico sudanese (n. 1935)
- 2021 - Doug Cowie, calciatore e allenatore di calcio scozzese (n. 1926)
- 2021 - Michael E. Fisher, fisico britannico (n. 1931)
- 2021 - Roger Fritz, attore, regista e produttore cinematografico tedesco (n. 1936)
- 2021 - Vincenzo Jannuzzi, fumettista italiano (n. 1946)
- 2021 - Heinrich Pfeiffer, presbitero e storico dell'arte tedesco (n. 1939)
- 2021 - Stephen Sondheim, compositore, paroliere e drammaturgo statunitense (n. 1930)
- 2021 - Aleksandr Timošinin, canottiere sovietico (n. 1948)
- 2021 - German Zonin, allenatore di calcio e calciatore sovietico (n. 1926)
- 2021 - Olghina di Robilant, giornalista e scrittrice italiana (n. 1934)
- 2022 - Renato Balestra, stilista italiano (n. 1924)
- 2022 - Luciano Caramel, critico d'arte e storico dell'arte italiano (n. 1935)
- 2022 - Fernando Gomes, calciatore portoghese (n. 1956)
- 2022 - David Ray Griffin, filosofo e scrittore statunitense (n. 1939)
- 2022 - James B. Kaler, astronomo e scrittore statunitense (n. 1938)
- 2022 - Uladzimir Makej, politico e militare bielorusso (n. 1958)
- 2022 - Antonino Mannino, politico italiano (n. 1939)
- 2022 - Albert Pyun, regista statunitense (n. 1953)
- 2022 - Doddie Weir, rugbista a 15 e dirigente d'azienda britannico (n. 1970)
- 2022 - Charley Wolf, allenatore di pallacanestro statunitense (n. 1926)
- 2023 - Enzo Erminero, politico italiano (n. 1931)
- 2023 - Antonio Vitullo, arbitro di calcio italiano (n. 1931)
- 2023 - Alberto da Costa e Silva, diplomatico, scrittore e politico brasiliano (n. 1931)
- 2024 - Jim Abrahams, sceneggiatore e regista statunitense (n. 1944)
- 2024 - Karin Baal, attrice tedesca (n. 1940)
- 2024 - Jan Furtok, calciatore polacco (n. 1962)
- 2024 - André Lajoinie, politico francese (n. 1929)
- 2024 - Antonio Palazzo, giurista italiano (n. 1937)

## Senza anno specificato(1)
- Matilde di Francia, regina (n. 943)